# Реал Унион Депортива
«Реал Унион Депортива» (исп. Real Unión Deportiva) — испанский футбольный клуб из города Вальядолид. Он был основан в 1924 году (хотя официально зарегистрирован 4 января 1924 года) и исчез 20 июня 1928 года, объединившись с «Депортиво Эспаньолом» в «Реал Вальядолид».

## История

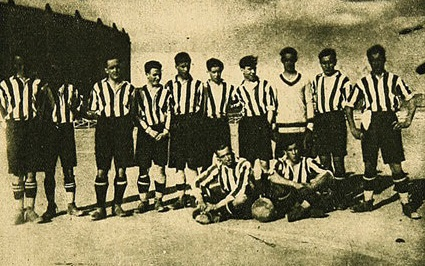
Реал Унион Депортива в 1927 году

«Реал Унион Депортива» был основан под названием «Унион Депортива Луисес», поскольку возник под защитой Конгрегации Луисеса и Коцкаса, придерживавшейся консервативных тенденций, и находился под руководством отца Санта Ромиты.
В первые десятилетия XX века команда была наиболее значимой в городе. Их главным соперником была другая команда из Вальядолида — «Депортиво Эспаньол».
В 1927 году «Реал Унион Депортива» завоевал свое единственное чемпионство в Кастильско-леонском Региональном чемпионате, а в 1926 и 1928 годах занимал второе место.

## Форма
Основная форма: красно-белая футболка, черные шорты, красные гетры.

## Стадион
«Реал Унион Депортива» проводил свои матчи на поле «Сосьедад Таурина», пристроенном к арене для корриды Вальядолида.

## Детали клуба и достижения
- Участие в Кубке Испании: 3
- Чемпионство в Региональном чемпионате Кастельяно-Леонес: 1927
- Команда никогда не играла в системе футбольных лиг Испании.

### Участие в Кубке Испании
«Реал Унион Депортива» трижды принимал участие в Кубке Испании: в 1926, 1927 и 1928 годах.

#### 1926
| №. | Матч                                  |
| -- | ------------------------------------- |
| 1  | Реал Унион 4 - 2 Депортиво Ла-Корунья |
| 2  | Фортуна 2 - 0 Реал Унион              |
| 3  | Депортиво Ла-Корунья 6 - 2 Реал Унион |
| 4  | Реал Унион 1 - 1 Фортуна              |

#### 1927
| №. | Матч                                  |
| -- | ------------------------------------- |
| 1  | Реал Унион 4 - 4 Расинг               |
| 2  | Депортиво Ла-Корунья 8 - 0 Реал Унион |
| 3  | Реал Унион 1 - 3 Спортинг             |
| 4  | Спортинг 9 - 0 Реал Унион             |
| 5  | Расинг 6 - 2 Реал Унион               |
| 6  | Реал Унион 2 - 3 Депортиво Ла-Корунья |

#### 1928
| №. | Матч                                  |
| -- | ------------------------------------- |
| 1  | Сама 5 - 4 Реал Унион                 |
| 2  | Депортиво Ла-Корунья 6 - 0 Реал Унион |
| 3  | Реал Унион 2 - 1 Культураль Леонеса   |
| 4  | Сельта 11 - 1 Реал Унион              |
| 5  | Реал Унион 1 - 3 Реал Овьедо          |
| 6  | Реал Унион 4 - 1 Сама                 |
| 7  | Реал Унион 1 - 4 Депортиво Ла-Корунья |
| 8  | Культураль Леонеса 6 - 1 Реал Унион   |
| 9  | Реал Унион 1 - 8 Сельта               |
| 10 | Реал Овьедо 6 - 0 Реал Унион          |

## Библиографические ссылки
- Real Valladolid, José Miguel Ortega, Madrid, Universo, ISBN 84-87142-32-X